# Tipula (Vestiplex) erectiloba
Tipula (Vestiplex) erectiloba is een tweevleugelige uit de familie langpootmuggen (Tipulidae). De soort komt voor in het Palearctisch gebied.